# Separação de fluxo

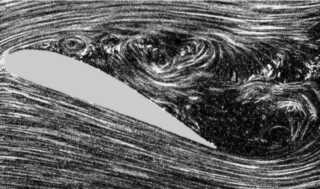
Separação de um fluxo de ar em uma asa em alto ângulo de ataque.

Em aerodinâmica e hidrodinâmica a chamada separação de fluxo ocorre quando a camada limite ocorre longe o suficiente contra um gradiente de pressão adverso no qual a velocidade da camada limite em relação ao objeto decai quase a zero.